# Hurricane (bài hát của Thirty Seconds to Mars)
Hurricane là một bài hát được viết bởi ban nhạc rock Mỹ Thirty Seconds to Mars trong album phòng thu thứ ba của họ, This Is War. Bài hát được viết bởi ca sĩ và nhạc sĩ Jared Leto và sản xuất bởi Leto, Flood và Steve Lilywhite. Có hai phiên bản của bài hát này, một trong đó là bao gồm bản trong album và một bản khác là sự hợp tác với rapper Kanye West, có tiêu đề " Hurricane 2.0 ", được phát hành như là đĩa đơn thứ tư trích từ album trong tháng 11 năm 2010. Sau này có một sự thay đổi trong một số phần của track. "Hurricane" đã được trao Single xuất sắc nhất tại Kerrang!Giải 2011. MV dài mười ba phút, đạo diễn bởi Leto dưới bút danh Bartholomew Cubbins, thu hút tranh cãi khi công chiếu lần đầu trên 29 Tháng 11 năm 2010, nó bị cấm bởi MTV do có chứa nội dung tình dục. Một phiên bản chỉnh sửa, tuy nhiên, đã được đưa về luân chuyển nặng trên MTV2.

## Bảng xếp hạng
| Bảng xếp hang (2010)                   | Vị trí cao nhất |
| -------------------------------------- | --------------- |
| Australia Singles Chart                | 67              |
| Germany Singles Chart                  | 45              |
| Lebanon (The Official Lebanese Top 20) | 15              |
| UK Singles Chart                       | 124             |
| UK Rock Singles                        | 4               |